# Sara Ramírez
Sara Elena Ramirez Cocoyol (Mazaltán, Sinaloa, 31 d'agost de 1975) és una actriu i cantant nord-americana, d'origen mexicà, coneguda per la seva interpretació com la cirurgiana Calliope «Callie» Torres, en la sèrie Grey's Anatomy.

## Biografia
El seu pare és mexicà i la seva mare té arrels nord-americanes, irlandeses i mexicanes. Quan tenia vuit anys els pares es van divorciar i Sara i sa mare es van instal·lar a Terrasanta a l'estat de Califòrnia. Després de graduar-se a l'escola de teatre San Diego School of Creative and Performing Arts, va continuar a la Juilliard School de Nova York, on es va perfeccionar com a actriu. Actualment està casada amb Ryan Debolt.
Va començar a actuar en produccions de Broadway, el 1998, i va debutar amb The Capeman de Paul Simon, i més tard es va aventurar en papers de televisió i cinema. El 1999 va aparèixer en The Gershwins Fascinating Rhythm, un paper que li va valdre un Outer Critics Circle Award. Ha actuat en A class act (2001), Dreamgirls (2001) o en Els monòlegs de la vagina, juntament amb Tovah Feldshuh i Suzanne Bertish. El paper de Callie Torres, un personatge bisexual, a la sèrie Grey's Anatomy la va fer famosa. El 19 de maig de 2016, després de deu temporades i 240 episodis va abandonar Grey's Anatomy. També, ha donat la veu a un personatge del videojoc UmJammer Lammy (1999) i a la reina Miranda en la sèrie animada infantil Sofia the First (2012–2018).
Del 2017 al 2019, va protagonitzar la quarta i cinquena temporada del drama polític de la CBS Madam Secretary. Hi va interpretar Kat Sandoval, la nova assessora política de la secretària Elizabeth McCord (Téa Leoni).
El 2021, Ramírez va ser seleccionat com a amfitrió de podcast i còmic no binari Che Díaz a Just Like That una seqüela de la sèrie Sex and the City. El personatge ha rebut crítiques universalment negatives de fans i periodistes, Kevin Fallon de la revista The Daily Beast la va nomenar «el pitjor personatge de la televisió».
Sara Ramírez va rebre un Premi Tony per al seu paper en el musical Spamalot, un Premi del Sindicat d'Actors de Cinema (Premi SAG) el 2007 i un Premi Satellite entre d'altres.

## Ativisme LGTB…
Ramírez és una activista pels drets LGBT. Es membre de la junta de True Colors United, dels centres LGTB de San Diego, Nova York i San Francisco True Colors. El 2015, se li va concedir l'aliat pel premi Igualtat per la Human Rights Campaign Foundation.
L'agost de 2020, Ramírez va dir que s'identificava com a persona no-binària i va passar d'utilitzar els pronoms she/her i prefereix els pronoms plurals they/them el 2021.

## Vida personal
El 17 de juny de 2011, Sara Ramírez es va comprometre amb Ryan Debolt, un amic de jovinesa i un analista de negocis de la companyia Times a la ciutat de París. Es van casar el 4 de juliol de 2012 en una cerimònia privada a una platja de Nova York.